# Navy Unit Commendation
Navy Unit Commendation (NUC) – amerykańskie odznaczenie marynarki wojennej ustanowione 18 grudnia 1944 roku przez sekretarza marynarki Jamesa Forrestala, nadawane okrętom, samolotom, eskadrom, załogom amerykańskiej marynarki wojennej bądź oddziałom Korpusu Piechoty Morskiej, które w walce przeciw wrogowi wyróżniły się nadzwyczajnym heroizmem, nie wystarczającym jednak do uzyskania prezydenckiego wyróżnienia Presidential Unit Citation. Warunkiem przyznania wyróżnienia jest sposób pełnienia służby porównywalny do wymaganego dla uzyskania odznaczenia Srebrnej Gwiazdy. Pierwszym okrętem który otrzymał to odznaczenie był lekki krążownik USS „Helena” (CL-50).